# Queer as Folk (USA)
För den brittiska förlagan, se Queer as Folk (Storbritannien).
Queer as Folk är en amerikansk TV-serie som utspelar sig i Pittsburgh, Pennsylvania. Den är baserad på den brittiska tv-serien med samma namn. Handlingen kretsar kring en grupp homosexuella män och ett lesbiskt par. Det första avsnittet visades den 3 december 2000 på Showtime i USA och det sista den 7 augusti 2005. Serien har tidigare visats på Canal+ och Kanal 5 i Sverige.
Huvudkaraktärerna består av Brian Kinney (Gale Harold), Justin Taylor (Randy Harrison), Michael Novotny (Hal Sparks), Emmett Honeycutt (Peter Paige), Ted Schmidt (Scott Lowell), Lindsay Peterson (Thea Gill), Melanie Marcus (Michelle Clunie), Debbie Novotny (Sharon Gless), och Ben Bruckner (Robert Gant) som blir ännu en huvudkaraktär från säsong två.